# Porte des Lilas (film)
Porte des Lilas is een Franse dramafilm uit 1957 onder regie van René Clair.

## Verhaal
De oude zwerver Juju leert een mooie, jonge vrouw kennen. Ze wordt aldoor lastiggevallen door een topcrimineel. Ze is echter ook verliefd op de crimineel.

## Rolverdeling
| Acteur            | Personage        |
| ----------------- | ---------------- |
| Pierre Brasseur   | Juju             |
| Georges Brassens  | Artiest          |
| Henri Vidal       | Pierre Barbier   |
| Dany Carrel       | Maria            |
| Raymond Bussières | Alphonse         |
| Gabrielle Fontan  | Mevrouw Sabatier |
| Amédée            | Paulo            |
| Annette Poivre    | Nénette          |
| Alain Bouvette    | Vriend van Paulo |
| Alice Tissot      | Conciërge        |